# 혼수로 받은 수레
혼수로 받은 수레(중국어: 嫁妝一牛車)는 중화민국(대만)의 작가 왕전허(王禎和)가 쓴 단편 소설집이다.
왕전허는 대만에서 태어나고 성장한 세대들이 보편적으로 겪은 체험과 처지를 잘 알고 가족관, 산업의 변화, 이농 현상, 미국 숭배 의식 등을 중심으로 작품을 썼다. ‘불협화음적인 조합’을 가진 인물 형상을 만들어 내지만 독자들이 그들을 바라보는 시선에 어떤 편견이 개입되지 않도록 한다. 그들의 내면을 전면에 내세우고 어느 누구의 편에 서지 않는 방식으로 인간의 어리석음과 사회의 부조리에 대해 말한다. 우리는 이 작품 속에 묘사된 대만 사회가 낯설지 않을 것이다. 우리 주변에서 흔히 볼 수 있는 사람들의 눈으로 본 세상이 담겨 있으며, 오늘날 한국 사회에서도 목격되는 다양한 풍경들을 볼 수 있기 때문이다.
＜혼수로 받은 수레＞는 왕전허를 문단에 각인시킨 대표작이다. 대만의 산업화에서 소외된 자들, 특히 공동화(空洞化)된 농촌에 남은 농민들의 극심한 경제난을 흥미진진하게 보여 주고 있다는 점에서, 1960년대 대만 향토문학의 대표작으로 손꼽히기도 한다. 가난한 농민인 완파를 단순히 사회적 환경으로 인한 피해자이자 연민의 대상으로 묘사하지 않고, 그에게서 느껴지는 인생의 비극이, 실은 그 스스로의 우스꽝스럽고 특이한 성격이 야기한 것은 아닌지 한번쯤 생각해 보도록 묘사하고 있다는 점이 묘미다. 아울러 작품 곳곳에 등장하는 대만 속어와 일본식 한자어는, 대만의 복잡한 역사와 대만인들의 삶이 그 무엇보다 ‘언어’에 가장 잘 기록되어 있다.